# AIDC T-CH-1
Das AIDC T-CH-1 Chung Hsing war ein turbopropangetriebenes militärisches Schulflugzeug der taiwanischen Luftwaffe.

## Entwicklung
Die T-CH-1 wurde aus dem kolbenmotorangetriebenen amerikanischen North American T-28 Trojan-Trainer weiterentwickelt. Hauptunterschied zur T-28 war das eingesetzte Turboproptriebwerk. Der erste Prototyp flog am 23. November 1973. Ein zweiter Prototyp flog nach im selben Jahr. Die T-CH-1 war in einer konventionellen Konfiguration als Tiefdecker mit einziehbarem Bugradfahrwerk ausgelegt. Schüler und Lehrer sitzen hintereinander.
Die Produktion belief sich auf fünfzig Flugzeuge für die taiwanische Luftwaffe.

## Varianten
T-CH-1 Chung HsingZweisitziges Anfänger- und leichtes Kampfflugzeug
A-CH-1Zweisitziges bewaffnetes Schulflugzeug
R-CH-1Zweisitziger Aufklärer

## Technische Daten
| Kenngröße             | Daten                                            |
| --------------------- | ------------------------------------------------ |
| Besatzung             | 2                                                |
| Länge                 | 10,26 m                                          |
| Spannweite            | 12,19 m                                          |
| Flügelfläche          | 25,20 m²                                         |
| Flügelstreckung       | 5,9                                              |
| Leermasse             | 2608 kg                                          |
| max. Startmasse       | 5057 kg                                          |
| Höchstgeschwindigkeit | 592 km/h                                         |
| Reichweite            | 2010 km                                          |
| Triebwerk             | 1 × Lycoming T53-L-701-Wellenturbine (Turboprop) |
| Leistung              | 1080 kW (1450 WPS)                               |